# Pierre Roux-Dorlut
Pierre Roux-Dorlut, né au Puy-en-Velay le 10 octobre 1919 et décédé le 19 février 1995  à Paris 10e, est un architecte et urbaniste français.

## Biographie
Diplômé en 1941, architecte en chef des bâtiments civils et palais nationaux, de l’école des Beaux-Arts de Marseille, il y rencontre Daniel Badani avec lequel il s'associe en 1946. Ils fondent un cabinet à Montpellier.
Leur cabinet est actif en Afrique-Occidentale française de 1950 à 1958. Daniel Badani et Pierre Roux-Dorlut réalisent notamment des plans d'urbanisme et des édifices à Abidjan et Dakar, comme le bâtiment du Grand Conseil de l'Afrique-Occidentale française de Dakar (devenu depuis le bâtiment de l'Assemblée nationale sénégalaise) ou le Palais de justice d'Abidjan. Leur équipe compte jusqu'à 75 personnes, entre Paris, Montpellier, et, dans ces années 1950, Abidjan. En métropole, ils interviennent sur les travaux de reconstruction et de relance de l'immobilier, à la suite des besoins engendrés par la Seconde Guerre mondiale.  Ce sont notamment les projets de  reconstruction du quai de la Consigne à Sète, de 1946 à 1950, les ensembles de logements sociaux de Saint-Maurice-Vallon des fleurs et du quartier Las Planas, à Nice, à partir de 1956, ou encore dans le quartier de l’Iranget à Béziers. Ils se distinguent notamment par un effort d'intégration qui va jusqu'au choix des matériaux, avec des pierres de carrières locales à la teinte gris-rose typique, ou l'utilisation, à Béziers, de pierres de taille.
Dans les années 1960, leur activité se recentre en France métropolitaine. Ils obtiennent des commandes publiques et privées significatives, par exemple pour l'aménagement du « nouveau Créteil », au moment de la création du département du Val-de-Marne, pour la tour Gambetta et la résidence Maréchal Leclerc au quartier de La Défense, ou encore pour l'aménagement de la tête du pont de Sèvres. En province, ils réalisent aussi  des ensembles scolaires et universitaires à Béziers et Clermont-Ferrand.
Il est architecte-conseil du ministère de l'Équipement pendant onze ans dans les départements du Languedoc-Roussillon (Pyrénées-Orientales, Gard, Hérault, Lozère), puis assure à partir du milieu des années 1970 cette mission en Normandie dans le Calvados. Après avoir siégé au Conseil général des bâtiments de France du ministère des Affaires culturelles, il est désigné pour représenter le ministre à la commission régionale des opérations immobilières et de l'architecture pour la région d'Auvergne. Il est nommé également auditeur de l'Institut des hautes études de Défense nationale. Il est, à partir de 1968, architecte en chef du ministère de la Défense, pour lequel il exécute notamment le centre opérationnel des armées.